# Макродесквамація
Макродесквамація (рос. макродесквамация, англ. macrodesquamation, нім. Makrodesquamation f, Abschuppung f grosser Teile) — відокремлення (по діаклазах) від оголеної поверхні інтрузивних тіл (штоків, ядер, лаколітів), від скелястих схилів «цукрових голів» та від інших утворень сферично вигнутих плит завтовшки декілька метрів кожна.